# Wilhelm Vortmeyer
Wilhelm Vortmeyer (* 11. September 1866 in Harlinghausen, jetzt Stadtteil von Preußisch Oldendorf; † 5. Oktober 1931 in Preußisch Oldendorf) war Bauer, Unternehmer und Fabrikant sowie Kommunalpolitiker und Stadtvorsteher.

## Herkunft
Wilhelm Vortmeyer wurde als jüngstes von vier Kindern in Harlinghausen geboren und als Heinrich Wilhelm Große Vortmeyer in das Taufregister der Evangelisch-Lutherischen Kirchengemeinde Preußisch Oldendorf eingetragen. Seine Eltern entstammen einflussreichen Bauerngeschlechtern mit Höfen in den Bauerschaften Engershausen väterlicherseits und Getmold mütterlicherseits. Sein Großvater Christian Friedrich Niemeier war Anerbe in Engershausen gewesen und hatte in die Harlinghauser Stätte Harlinghausen 19, Große Vortmeyer, eingeheiratet. Wilhelm Vortmeyers Großmutter ist Clare Elisabeth Nölker aus Sehlingdorf im Landkreis Melle.
Wilhelm Vortmeyer war zunächst Landwirt; im Jahre 1900 überließ ihm sein Vater Colon Christian Heinrich Große Vortmeyer den Hof zur Bewirtschaftung, dieser starb Ende 1904. Inzwischen war Sohn Wilhelm seit 1903 gewählter Gemeindevertreter bis 1921 in seinem Heimatdorf Harlinghausen, Vorsitzender des Landwirtschaftlichen Ortsvereins sowie zunächst Brandmeister der 1907 gegründeten Freiwilligen Feuerwehr Harlinghausen.
Technische Neuerungen der Zeit nutzte er begeistert: sie reichten von der Nähmaschine, die er selbst vorführen musste, damit sie im Haushalt angenommen wurde, bis zum ersten Flitzepee in Harlinghausen, dem Veloziped; später besaß er das erste Automobil in Oldendorf – einen offenen Chrysler.

## Der Unternehmer
Die Entwicklung von Amt und Stadt Preußisch Oldendorf zu Lebzeiten von Wilhelm Vortmeyer ist durch ihn wesentlich mitgeprägt worden. Die Geschichte der Margarinefabrik im ersten Drittel des 19. Jhs. verdeutlicht zugleich die Wirtschaftsgeschichte dieses Raumes.

### Margarinefabrik
Die Landwirte Wilhelm Vortmeyer aus Harlinghausen und Heinrich Hüsemann aus Engershausen gründeten am 15. April 1904 die Firma Westf. Margarine- und Pflanzenbutterwerke H. Hüsemann & Comp. mit Sitz in Preußisch Oldendorf. Noch vor Ende des Jahres 1904 trat der Privatier und Gendarm a. D. Theodor Köllmann der Gesellschaft bei.
Hieraus hat sich die heutige VORTELLA Lebensmittelwerk W. Vortmeyer GmbH, einer der beständigsten Industriebetriebe der Stadt Preußisch Oldendorf entwickelt.

#### Die Gesellschaft
Das erste kleine Fabrikgebäude wurde auf einem Hüsemann gehörenden Grundstück nördlich unmittelbar angrenzend an den Bahnhof der Wittlager Kreisbahn AG errichtet und mit der unabdingbaren maschinellen Ausstattung insbesondere der Kirne versehen, darin findet der Mischprozess zwischen der fettigen Hauptkomponente und der wässrigen Phase statt. Am 15. Oktober waren die ersten 500 kg Margarine hergestellt und anfangs – wie damals bei Butter – in Kübeln oder Fässern aus Blasheim zügig versandt. Das im Jahre 1851 gegründete, nahebei gelegene Rettungshaus für Knaben Pollertshof hatte jahrelang dringend benötigte Einnahmen durch Kistennageln, die ausgerechnet mitten im Ersten Weltkrieg nach Einstellung der Margarineproduktion ausblieben. Hausfrauen ließen zu der Zeit im Einzelhandel Mengen nach Wunsch abwiegen, Würfel zu 250 g oder 500 g in Pergamentpapier kamen ebenfalls in den Handel besonders ab 1910, als eine halbautomatische Verpackungsmaschine angeschafft war. Der Versand erfolgte mit Fuhrwerken zu Stationen der Deutschen Reichsbahn nach Holzhausen oder Bohmte, bei größeren Mengen unmittelbar mit Eisenbahnwaggons vom eigenen Gleisanschluss. Auf dem Schienenweg wurden Rohstoffe in Fässern, später in Kesselwagen angeliefert. Im Jahre 1905 wird der Fabrik ein zweites Gebäude mit Büroraum angefügt, und ein moderner Lastenaufzug befördert nun die Fässer hinauf in die Schmelze. Zuvor war die erste 20-PS-Lanz-Lokomobile angeschafft worden. Seit 1906 betreute Fritz Detering, einer der Pioniere, den stetig wachsenden Maschinenpark während der gut 51 Jahre seiner Tätigkeit bis 1957.
Die Marke Renne erhielt eine Silberne Medaille auf einer Ausstellung in Leipzig im Jahre 1905. Diese reine Pflanzenmargarine mit Markenzeichen Springende Pferde erzielte 1909 in Herne auf der Bäckerei- und Konditorei-Ausstellung die Goldmedaille. Vortmeyer selbst war mit seiner Tochter anwesend; die spätere Firmenchefin bereitete sich im siebzehnten Lebensjahr bereits auf ihre zukünftige Position in der Firma vor und erlebt einen geschäftlichen Durchbruch.
Nachdem Rindertalg durch den Rohstoff Pflanzenöl ersetzt werden konnte, war eine zusätzliche Nahrungsquelle erschlossen und Margarineherstellung in großem Maßstab möglich geworden; zahlreiche Margarinefabriken entstanden um die Jahrhundertwende auf dieser neuen Basis. Anfangs war Margarineherstellung noch eng mit Molkereiprodukten verknüpft gewesen.
Die spätere Firmenbezeichnung Preußisch Oldendorfer Süßrahm-Margarinewerke und Dampfmolkerei W. Vortmeyer verdeutlicht den Wunsch einer wirksamen Vermarktung des heimischen landwirtschaftlichen Produkts Milch in Großstädten und dem Ruhrgebiet. – Die Bevölkerungszunahme durch die Industrialisierung im Bereich Technik erforderte eine zeitgemäß industrialisierte Produktion im Bereich Ernährung. – Zu dem Zweck war im Jahre 1903 eine Genossenschaftsmolkerei von mehreren Bauern Oldendorfs und Umgebung angedacht worden. Zusammen mit der 1900 erfolgten Eisenbahnanbindung ermöglichte die im selben Jahr gegründete Ein- und Verkaufs-Genossenschaft eGmbH bereits den Absatz von Schlachtvieh und beispielsweise Kartoffeln in das aufstrebende Industriegebiet an der Ruhr. Als Anfang März 1904 diese zusätzliche Initiative scheiterte, wurde der Gedanke durch die Bauern Hüsemann und Vortmeyer aus Oldendorfs Nachbardörfern umgehend im April durch Gründung ihrer Gesellschaft in die Tat umgesetzt – im Verbund mit einer Margarineproduktion. Tatsächlich sicherte während des Ersten Weltkriegs die Molkerei allein die Fortführung wenigstens dieses Teilbetriebes; täglich fünf Pferdefuhrwerke holten die Milch von Bauern ab.
Im Jahre 1909 wurde der spätere Prokurist Otto Tischer zur Mitarbeit gewonnen, er brachte die durch seine Tätigkeit in der Margarinefabrik Wilhelm Edel in Schüttorf erworbenen wertvollen Erfahrungen ein. Nachdem Köllmanns im Jahre 1910 geäußerte Absicht einer Seifenfabrikation nicht entsprochen wurde, schied er 1913 unter Auszahlung seines Anteils als Gesellschafter aus; sein dem Betrieb östlich benachbartes Wohngrundstück wurde erworben und stand für zukünftige Erweiterungen der Margarinefabrik zur Verfügung.
Vor Ausbruch des Ersten Weltkriegs war die sehr schwere Aufbauperiode des Vertriebs durch einen Außendienst gemeistert; die Firma stand mit rund 2.000 Kunden recht gut da. Der herbe Rückschlag kam mit der Einstellung der Produktion von Margarine aus Personal- und Rohstoffmangel im zweiten Kriegsjahr sowie verordneter Zwangsbewirtschaftung. Wilhelm Vortmeyer hatte die eigenständige Führung seiner Harlinghauser Landwirtschaft 1913 durch Verpachtung aufgegeben, um selbst und mit weiterem Kapital dem Betrieb dienen zu können; er übernimmt die Verantwortung des Buttermeisters. – Bei der 25-Jahr-Feier dankte er der Firma Homann, Dissen, für die großzügige Einweisung in die Praxis der Margarineherstellung bei Gründung seiner eigenen Fabrikation. – Er kümmert sich um die mit Reisen verbundene Rohstoffbeschaffung und den Verkauf. Mitte 1915 war Buchhalter Hugo Hornberg, der bekannte spätere Oldendorfer Auktionator, zum Kriegsdienst eingezogen worden, nun musste Gesellschafter Heinrich Hüsemann unmittelbar tätig sich einbringen und Kassenführung sowie Finanzen verwalten. – Er war Rendant des Oldendorfer Spar- und Darlehnskassenvereins e.G. seit dem Gründungsjahr 1887 dieser Genossenschaft; Wilhelm Vortmeyer gehörte von 1907 bis 1918 dem Verwaltungsrat an. – Zwischen beiden Gesellschaftern wurde im Jahre 1917 ein Vergleich geschlossen: Hüsemann werde aus der Gesellschaft ausscheiden, sobald die getroffenen Vereinbarungen nach dem Kriege abgewickelt seien. Heinrich Hüsemann wurde 60-jährig jedoch Mitte 1917 durch Tod abberufen und der Erbe Heinrich Hüsemann jun. trat bis 1920 an seine Stelle.

#### Der Alleininhaber
Als inzwischen alleiniger Inhaber wählte Wilhelm Vortmeyer 1921 die oben genannte, damals unter Betonung der Begriffe Süßrahm-Margarine und Dampfmolkerei gängige Firmierung. Für ihn begannen „harte Zeiten“, in denen allerdings Gebäude vergrößert, Anlagen wie eine Packmaschine für die bekannten Margarine-Würfel angeschafft und die Produktion durch eine 1.000 kg fassende Kirne gesteigert wurden. Unter Einsatz seines gesamten Vermögens und zusätzlicher Bürgschaften von Verwandten und Freunden überwand er diese Periode im Vertrauen auf die Absatzmärkte seines Unternehmens, indem er beharrlich „das in der Kriegs- und Nachkriegszeit verlorene Gebiet wieder erobert“. Gegen die in diesen Jahren harte Konkurrenz der über 100 Margarinefabriken in Deutschland begannen – unter zäher Überwindung der Inflation – die für den willensstarken, fortschrittlichen Unternehmer befriedigenden Jahre der Vergrößerung der Gebäude sowie der Modernisierung und Erweiterung des Maschinenparks – eine Periode, die auch nach seinem frühen Tode bis zum Beginn des Zweiten Weltkriegs anhielt.
Zur Zeit der Gründung der Margarinefabrik war Oldendorfs Infrastruktur und die der Umgebung vollständig angepasst an landwirtschaftliche Betriebe, Wasser- und Windmühlen, meist kleine Gewerbebetriebe wie Zimmereien, Schlossereien, Zigarrenmachereien, Ziegeleien und Geschäfte zur Deckung des täglichen Bedarfs sowie Dienstleistung – häufig gekennzeichnet dadurch, dass neben der Inhaberfamilie nur wenige Arbeiter beschäftigt wurden. Das anders geartete industrielle Unternehmen benötigte ständig große Mengen Wasser und erzeugte problematische Abwässer, war auf erheblichen zügigen Rohstoff- oder Warenumsatz angewiesen und beschäftigte eine große Anzahl Mitarbeiter, die zunächst nicht alle in unmittelbarer Nachbarschaft wohnen konnten.
Solche Herausforderungen wurden von Wilhelm Vortmeyer als dem zu aller Zeit unmittelbar leitend tätigen Firmenchef angenommen. Beispielsweise benötigte er mangels geeigneter öffentlicher Infrastruktur firmeneigene, zu allen Jahreszeiten ergiebige Brunnen nahe am Nordhang der Oldendorfer Vorhöhen des Wiehengebirges und folglich eine entsprechend lange Wasserleitung; ebenso waren Klärteiche anzulegen, die in den Bodenbach entwässerten.
Diese Erfahrungen waren zusätzlicher Antrieb und bestimmend für sein Wirken als Stadtvorsteher Preußisch Oldendorfs in sieben Jahren ab 1924 bis zu seinem Tode.
Wilhelm Vortmeyer wurde Oldendorfer Bürger und wohnte seit 1920 in der Bahnhofstraße, jetzt Rathausstraße, wo nach 1923 die „Stramannsche Villa“ ebenfalls erbaut wurde.
Beim 25-jährigen Firmenjubiläum im Jahre 1929 verfügt das Unternehmen in einigen Großstädten über Firmenniederlassungen mit eigenem Fahrzeugpark oder Generalvertretungen, die selbst ein großes Gebiet betreuen. Das Absatzgebiet um 1930 sei durch Nennung einiger entfernter Orte umrissen: Jever, Celle, Rheine, Detmold, Essen, Hagen, Köln, Frankfurt/M., Leipzig, Berlin.

Vortmeyers Ruhm, 1950er Jahre

- Die Marken Vortmeyers Ruhm® und Oldendorfer Stolz machten die Stadt Preußisch Oldendorf in weiten Teilen Deutschlands bekannt.

- Wilhelm Vortmeyer hat sein Unternehmen zu seinen Lebzeiten zum größten industriellen Betrieb im damaligen Amt Preußisch Oldendorf gebracht. Die geschaffenen Arbeitsplätze sowie die Aufträge an die heimische Wirtschaft können nicht hoch genug eingeschätzt werden.

- Das Unternehmen war und ist von größter Bedeutung für die Stadt Preußisch Oldendorf.

Seniorchef Wilhelm Vortmeyer – Schwiegersohn Enno Stramann unterstützte ihn inzwischen als Mitinhaber. – hatte in wirtschaftlich schwieriger werdender Zeit seine Mitarbeiter weitsichtig und wiederholt auf die erheblichen Absatzmöglichkeiten durch ein auf Bäckereibetriebe abgestimmtes Sortiment hingewiesen. Diese seine Einsicht sicherte zur damaligen Zeit 35 Angestellten und 60 Arbeitern Arbeitsplätze allein in Preußisch Oldendorf und zusätzlich sehr viele im Außendienst. – Sie war zunächst eine Antwort auf anfänglich noch zwei große Margarinekonzerne in Deutschland und wurde erfolgreich konsequent weiterentwickelt.
- Echte Oldendorfer® ist die „trustfreie“ (Werbung) neue Marke, die 1931 – damals als Echte Oldendorfer im Karton – umgehend gegen eine Herausforderung der Konzern-Konkurrenz und gezielt auf den Markt gebracht wird.[10]

Diese große Aktion am Markt ist die letzte, die Wilhelm Vortmeyer für sein Unternehmen noch selbst mitgestaltet hat, er starb im November 1931.
Der eingesetzte hohe Aufwand wird durch einen außerordentlich großen Erfolg belohnt. Hemmend wirkt eine Kreditklemme, hervorgerufen durch eine Reihe von Notverordnungen in Bezug auf Währung und Geldverkehr, und gebietet größte Vorsicht – beispielsweise bei Gewährung von Zahlungszielen oder Belieferung von Neukunden auf Kredit; vor der Zunahme betrügerischer Konkurse muss der Außendienst gewarnt werden.
Die Regierung drosselt aus Devisenmangel die Einfuhr von Molkereibutter, der „Guten Butter“, – die günstige Gelegenheit für Vortmeyers Spitzenmarken wie Oldendorfer Stolz. Während dieser Zeit wird die Marke Vortella® eingeführt.
Allerdings ist im März 1933 notwendig, zum „volkstümlichen“ Preis die billigste Margarine Marke Volksblume anzubieten. Tatsächlich war die billigste Zeit der Margarine wohl vor der Machtergreifung. Großhändler werden direkt vom Werk beliefert. Ein ganzer Waggon geht an ein Kaufhaus in Berlin, wohl zum niedrigsten jemals eingeräumten kg-Preis. Der Volksmund bewahrt in dieser Krisenzeit Galgenhumor: „Margarine ist billiger als Stiefelwichse!“ – Entsprechend der schlechten Ertragslage des Betriebes hatten die Mitarbeiter im Jahre 1932 beachtliche Kürzungen der Monats- und Stundenlöhne hingenommen. Erst 1934 kann der Gefolgschaft Lohnerhöhung gewährt werden.
Die Firmenbezeichnung lautet ab 1934 Pr. Oldendorfer Margarinewerke W. Vortmeyer GmbH.
Der Betriebsteil Molkerei war vorher geschlossen worden. 1926 waren fast 7 t Butter produziert worden und erstmals über 2.000 t Margarine. Unter der neuen Firmierung blieb es dennoch beim Dampfbetrieb: Rauchfahne des Schornsteins sowie hölzerner Kühlturm und die Kesselwagen blieben – letztere in weiße Wölkchen gehüllt – noch lange nach dem Zweiten Weltkrieg Wahrzeichen für die damalige Arbeitswelt am Bahnhof Preußisch Oldendorf. Auf Heißdampf war man ohnehin noch länger angewiesen; denn der in Kesselwagen der Eisenbahn angelieferte Rohstoff wurde damit verflüssigt, damit er in Tanks der Fabrik umgepumpt werden konnte.
Das östliche Deutschland stellte einen beträchtlichen Teil des Absatzgebietes dar; das erschwerte den – letztlich erfolgreichen – Aufbruch in die Nachkriegszeit ab Frühjahr 1948, wie die Festschrift zum 50-jährigen Jubiläum eindrucksvoll zeigt.
Im Jahre 1981 erfolgte nach Erweiterung der Produktpalette die Umfirmierung in VORTELLA Lebensmittelwerk W. Vortmeyer GmbH.

### Sägewerk
Wilhelm Vormeyers unternehmerische Tatkraft reichte weiter; im Geburtsort Harlinghausen betrieb er zusammen mit August Rieke auf der Stätte Harlinghausen 9, der Krämerei nach dem ehemaligen Colon Oberkrämer, das Sägewerk mit Holzschuhfabrik Rieke & Vortmeyer. Nach 1920 werden zeitweise von bis zu 30 Beschäftigten Margarinekisten in großer Stückzahl angefertigt. Die Gesellschafter dieses mit Dampf betriebenen Sägewerks trennten sich Mitte 1923, die Zahl der Mitarbeiter hatte sich stark verringert. Rieke gründete in Preußisch Oldendorf ein eigenes Sägewerk mit Holzschuhfabrik und übernahm die Dampfmaschine; das elektrisch betriebene Harlinghauser Werk wurde als Abt.: Sägewerk der Margarinefabrik angegliedert. Beide Betriebe bestanden bis weit nach Kriegsende; in Harlinghausen wurde noch ein Vollgatter installiert.

### Motto
Wilhelm Vortmeyer starb 65-jährig im Herbst 1931 und wurde auf dem Friedhof seiner Heimatgemeinde Harlinghausen unter Anteilnahme hoher Amtsträger und der vielen von ihm ins Leben gerufenen oder geförderten Vereine bestattet. – Dieser wahrhafte Unternehmer hatte 27 Jahre lang alle Kraft für sein Industrieunternehmen gegeben, seiner Stadt wirkungsvoll gedient und sich sozialen Verpflichtungen nie entzogen.
In das Grabmal dieses hoch angesehenen Bürgers von Oldendorf ist die Szene eines bis zum Abend kraftvoll Pflügenden Bauern tief in Stein gemeißelt – unterstrichen durch sein Lebensmotto:
Ich muss wirken, so lange es Tag ist, es kommt die Nacht, da niemand wirken kann.

## Der Familienbetrieb
Der 24-jährige Wilhelm Vortmeyer hatte Sophie Dorothee Lisette Pollheide gen. Starke aus Hedem im Jahre 1891 geheiratet, ihnen wurde eine Tochter geboren. Annemarie Vortmeyer wurde nach dem Tode ihres Vaters Inhaberin und leitete das Unternehmen zusammen mit ihrem Ehemann Apotheker Enno Stramann gebürtig aus Natrup-Hagen, welcher 1928 Mitinhaber wurde; er starb 1946 und Wilhelm Vortmeyers Tochter Annemarie Vortmeyer-Stramann geb. Große Vortmeyer leitete das Unternehmen als persönlich haftende Gesellschafterin in schwieriger Zeit allein.
Schon ab 1925 musste sich das freie Industrieunternehmen VORTMEYER gegen die übermächtigen internationalen Trusts und ihren „unglaublichen Reklameaufwand“ (Wilhelm Vortmeyer) – Stichwort Rama® – behaupten sowie gegen die sehr harte Konkurrenz der im Jahre 1950 noch arbeitenden 85 freien Margarinefabriken jedoch meist nur lokaler Bedeutung. Viele kämpften im harten Verdrängungswettbewerb vergeblich und wurden vom Unilever-Konzern übernommen, dessen Entstehungsgeschichte besonders beachtet werden sollte.
- Die Firma VORTELLA Lebensmittelwerke W. Vortmeyer GmbH behauptet sich in vierter Generation weiterhin als Familien-Unternehmen und ist mit fast 300 Mitarbeitern größter Industriebetrieb – ansässig in der Stadt Preußisch Oldendorf.

## Öffentliche Wirkung
Die Stadt Preußisch Oldendorf wurde im politischen und gesellschaftlichen Bereich während der wirtschaftlich schweren Periode der deutschen Geschichte zwischen den beiden Weltkriegen von Wilhelm Vortmeyer als Politiker und Mäzen auf vielfältige Weise zukunftweisend gefördert.

### Der Politiker
Wilhelm Vortmeyer gehörte seit 1903 dem Gemeinderat Harlinghausen an und war Vorsitzender des Landwirtschaftlichen Ortsvereins. Damals wurde die Freiwillige Feuerwehr Harlinghausen ins Leben gerufen, er war ihr erster Brandmeister.
Nachdem er 1920 seinen Wohnsitz von Harlinghausen nach Preußisch Oldendorf verlegt hatte, wurde Wilhelm Vortmeyer in die Stadtvertretung gewählt und im Jahre 1924 zum Stadtvorsteher von Preußisch Oldendorf. „Der Alte Vortmeyer“, wie ihn viele unter Anerkennung seiner Verdienste nannten, hatte dieses Amt bis zu seinem Tode 1931 inne.
Während seiner siebenjährigen Amtszeit waren große Schwierigkeiten zu überwinden, die er mit gewohnter Energie, Einfallsreichtum und persönlicher, auch finanzieller Förderung zu beherrschen vermochte. Als Fabrikant Wilhelm Vortmeyer am 24. Juni 1924 zum Stadtvorsteher gewählt worden war, bot er gleich in dieser Sitzung der Stadtvertretung an, die Stadt könne von den Harlinghauser Bauern Kötter und Vortriede, Land am Bodenbach für einen Sportplatz und eine Badeanstalt pachten oder erwerben.
Dieses Freibad am Bodenbach wurde von den Oldendorfer Schulen genutzt und von der Bevölkerung begeistert angenommen. Zwar musste die Anlage bei Kriegsbeginn dem Lufttanklager weichen, die Baubehörde des Luftgaukommandos VI Münster war jedoch gezwungen, in der Oldendorfer Schweiz großzügigen Ersatz zu schaffen. Dieses schöne und sportgerechte Waldschwimmbad bot dem 1953 in Oldendorf einsetzenden Fremdenverkehr günstige Startbedingungen.
Schon vor 1914 bestand der Wunsch einer direkten Verkehrsverbindung zwischen Preußisch Oldendorf und dem Eggetal. In den Jahren 1919/20 wurden die Pläne von den Stadtvertretern aus Kostengründen noch aufgeschoben, obgleich man sich um Schaffung von Arbeitsmöglichkeiten für Erwerbslose bemühen musste; mit den heimkehrenden Soldaten wird das Problem drängender. Tatsächlich wurde das Projekt der gut 4 km langen Chaussee Bergstraße zum Eggetal in den Jahren ab 1924 bis 1927 mit dem 1926 erfolgten Durchbruch des Kamms der Egge verwirklicht. Erhebliche Bemühungen von Amtmann Hermann Hohmeier und Stadtvorsteher Wilhelm Vortmeyer waren notwendig, dass diese vom Stadtrat noch unter Stadtvorsteher Hugo Hornberg gegen Ende 1923 beschlossene Maßnahme einer „produktiven Erwerbslosenfürsorge“ in vollem Umfang als große Notstandsarbeit für 80 Erwerbslose ausgeführt werden konnte; eine Gedenktafel am Durchbruch weist darauf hin.
- Die Bergstraße mit eleganter Trasse wurde weitgehend als Ulmen-Allee gestaltet und ist eine wichtige Verkehrsverbindung. Sie erschließt eine herrliche Landschaft mit dem Blick über die Oldendorfer Schweiz hinüber zur Burgruine Limberg. Bevor sich die Straße der Passhöhe mit dem benachbarten Wiehenturm hinwendet, verläuft sie angeschmiegt an die Egge durch Hochwald, in dem talwärts sich Stollen der früher betriebenen Zeche befinden. – Solch eine gelungene Route zieht natürlich Automobilisten und Motorradfahrer an, etwa den Motorrad-Club Osnabrück, der am großen Einweihungsfest am 24. September 1927 die neue Bergstraße befährt.

Wilhelm Vortmeyer hatte auf halber Höhe sein Waldhaus erbaut, bekannt unter der Bezeichnung Alter Frieden, um seiner angestammten Neigung als Jäger und Heger nachzugehen. Dort wurde die Einweihungsfeier ausgerichtet. Dass ihm die Genehmigung für eine Restauration versagt blieb, mag er um der von ihm genossenen Wildeinsamkeit willen verschmerzt haben. Der Gründer und Vorsitzende der Waldbaugenossenschaft setzte sich für die Erhaltung und Pflege des Waldes ein.
Während seiner Amtszeit wurde die auf die Bergstraße zuführende jetzige Rathausstraße zu einer von Rotdorn gesäumten Allee, die Anlieger der Spiegelstraße erhielten eine Kanalisation und weitere Straßen wurden asphaltiert.
Die weitere Besiedlung der bis dahin bäuerlich geprägten Oldendorfer Schweiz wurde ab 1925 durch Erschließung von Ländereien Oldendorfer und Engershauser Bauern für zwölf Bauplätze ermöglicht und nach dem kurz vorher beschlossenen Gesetz über die Hauszinssteuer öffentlich gefördert, dem – nach Krieg und Inflation – staatlich verordneten Lastenausgleich. Mehrere Mitarbeiter der Margarinefabrik konnten sich dort ansiedeln; heute ist „die Schweiz“ ein bevorzugtes Wohngebiet.
Wilhelm Vortmeyer nahm überregional Einfluss, beispielsweise 10 Jahre lang als Angehöriger der Industrie- und Handelskammer Minden.

### Der Förderer

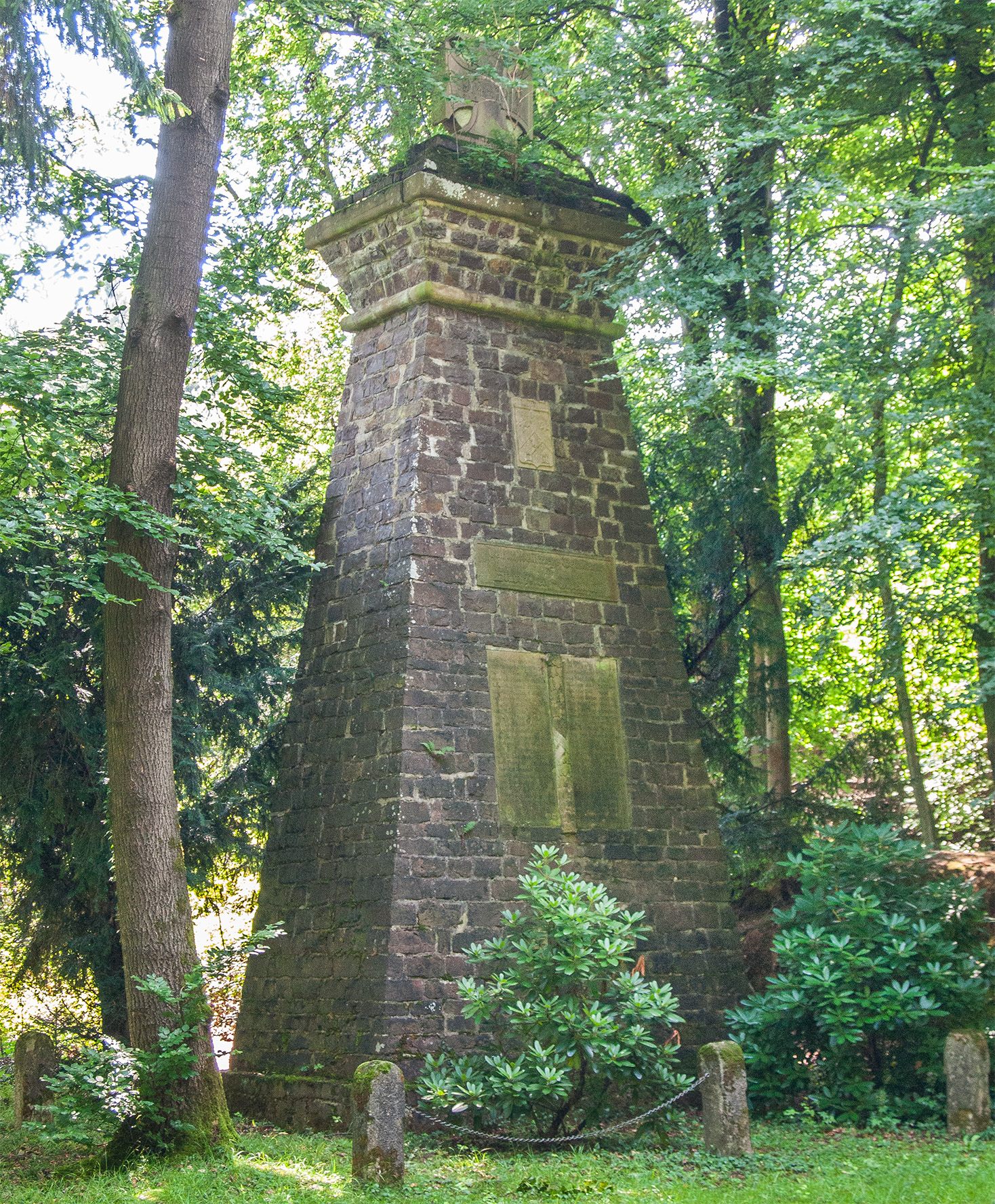
Kriegerdenkmal auf dem Brümmel, 2017

Nach Ende des Ersten Weltkriegs sollte für die 50 Gefallenen aus Oldendorf und Engershausen eine Gedenkstätte errichtet werden. Die Spenden dazu stockte Wilhelm Vortmeyer mit einem namhaften Betrag auf. Das Kriegerdenkmal auf dem Brümmel wurde am 12. November 1922 eingeweiht und der Obhut der Stadt übergeben.
Der Kriegerverein wurde von ihm im April 1921 neu gegründet; als dessen 1. Vorsitzender belebt er die erstmals 1893 gegründete Kapelle, indem die alten Musikinstrumente hervorgeholt werden und Fabrikant Vortmeyer Reparatur, Anschaffung weiterer Instrumente sowie Notenblätter bezuschusst. Diese vortreffliche Kapelle bereitete ihm großes Vergnügen, fand bei der Bevölkerung sehr viel Anklang und wurde dank ihres Ansehens vielfach nach Außerhalb verpflichtet. – In dieser schweren Zeit gönnte sich die Bevölkerung gern das Vergnügen Platzkonzerten zu lauschen, beispielsweise auf einer planierten Fläche neben dem Kriegerdenkmal auf dem Brümmel. – Die Bedrückungen der Zeit holten alle spätestens gegen Jahresende wieder ein, wenn die Kinder von Mitgliedern oder Gefallenen zur Weihnachtsfeier des Kriegervereins geladen waren, sie wurden von Wilhelm Vortmeyer bei dieser Gelegenheit großzügig bedacht.
Am 1. Mai 1926 gründeten Bürger und Bauern aus Preußisch Oldendorf und Umgebung den Reit- und Fahrverein „St. Georg“. Nachdem „Reitersmann“ Fabrikant Vortmeyer die Anregung gegeben hatte, konnte er sich der Übernahme des Postens des ersten Vorsitzenden nicht verschließen. Einige Wochen später hatte man zusammen mit den Sportlern von Stadt und Umgebung (Gründer des Sportvereins: Wilhelm Vortmeyer) große Pläne. Zum Bau einer Mehrzweckhalle wurde Ende Juni 1926 eine Genossenschaft gegründet, der der Vorsitzende des Reitervereins in Personalunion vorstand und deren Anteilscheine von mindestens 100 RM binnen eines Monats in großer Zahl gezeichnet wurden. Fabrikant Vortmeyer stellte das auf eigene Rechnung für 6.000 RM von Kaufmann Meyersieck gekaufte Grundstück zur Verfügung.
Die Mehrzweckhalle, gemeinhin Reithalle genannt, war rund 1.100 m² groß. Acht hölzerne innovative Rundbogenträger trugen die Bedachung, der Säuleneingang unter einem Balkon, flankiert von Türmchen, wirkte einladend zu festlichen oder repräsentativen Veranstaltungen. Auf dieser Seite innen befanden sich längsseitig die Empore für eine Kapelle und daneben je eine Galerie für Zuschauer, an einer Stirnseite befanden sich Garderobe oder Theke mit kleiner Küche. Das Gebäude war Übungsstätte für Turn- und Sportvereine sowie Schulen und eignete sich besonders für große Ausstellungen. Der aufnehmbare Fußboden ermöglichte Reitveranstaltungen und den Reitern des Vereins, ihre Pferde im Winter zu trainieren; siebzehn Ställe waren angebaut. Preußisch Oldendorf wurde um die – ohne öffentliche Zuschüsse errichtete – moderne Halle von Gemeinden der Umgebung beneidet; so konnten wichtige Großveranstaltungen zum Vorteil der Stadt heran geholt werden.

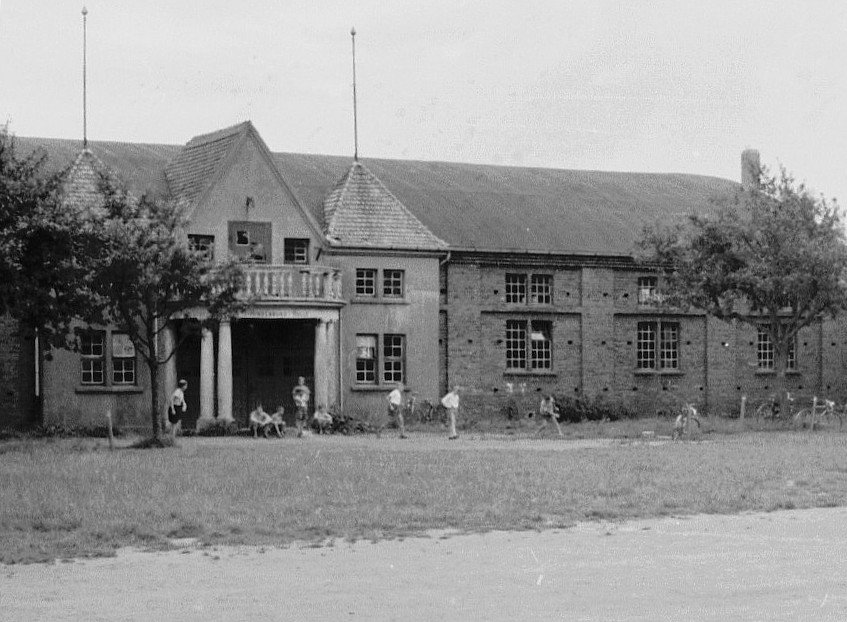
Hindenburg-Halle, 1957

Im Mai 1927 wurde die Halle unter Beteiligung aus dem ganzen Kreisgebiet mit Durchmarsch durch die geschmückte Stadt, Reit- und Fahrturnier sowie Tanz eingeweiht. Sie erhielt den Namen Hindenburg-Halle. Die Turn- und Sportabteilung veranstaltete im Juli des Jahres einen Sportwerbetag mit Turn- und Leichtathletikvorführungen, Wettkämpfen sowie Fußball. Im Jahre 1935 fand das Gauturnfest in Oldendorf statt; die Halle zog viele politische Veranstaltungen an. Die Halle und der zweimal jährlich vor der Hindenburg-Halle stattfindende Oldendorfer Jahrmarkt begünstigten sich gegenseitig.
An Großveranstaltungen war wegen der selten großen Halle kein Mangel, genannt werden das Kreistierschaufest 1928 und die große Gewerbeschau 1930 für Handwerk, Gewerbe und Landwirtschaft vom Himmelfahrtstag bis Pfingstmontag verbunden mit Kreishandwerkertag und Lehrlingsausstellung, Schulen und Berufsschulen besuchten die Ausstellung, die sogar Räume der Städtischen Mittelschule belegte.
Am historischen Festzug beteiligten sich die verschiedenen Innungen und Betriebe mit mehr als 20 festlich geschmückten Wagen. Vorträge und andere Rahmenveranstaltungen ergänzten das Ereignis, zu dem Tausende Besucher nach Oldendorf kamen; sogar Sonderzüge waren eingesetzt. Musik von Radio und Grammophon empfing die staunenden Besucher. Der Rundfunk erregte nun größeres Aufsehen, nachdem die strengen Auflagen für den Rundfunk im Jahre 1928 – für einige Jahre – gelockert worden waren.
Wilhelm Vortmeyer erlebte noch das große Feuerwehrverbandsfest mit dem 56. Feuerwehrtag des Ravensberg-Lippischen Feuerwehrverbandes in der Hindenburg-Halle im Juli 1931; an der Tagung nahmen 300 Delegierte von 116 Feuerwehren teil. Im von Autos mit den Honoratioren angeführten Festzug marschierten 1.500 Feuerwehrmänner. „Es war ein einmaliges Erlebnis für die Stadt Pr. Oldendorf und für die vielen Gäste von nah und fern“.